# Joel Kimurer Kemboi
Joel Kimurer Kemboi (* 21. Januar 1988) ist ein kenianischer Langstreckenläufer, der sich auf Straßenläufe spezialisiert hat.
2008 gewann er den Eurocross in Diekirch, und 2009 siegte er bei den Brescia-Ten und wurde Zweiter beim Turin Half Marathon.
2010 verfehlte er trotz starkem Wind als Sieger beim Prag-Halbmarathon mit 1:00:09 h den Streckenrekord nur um zwei Sekunden. 2011 wurde er Zweiter bei Roma – Ostia und Fünfter beim Mailand-Marathon. Im Jahr darauf folgte einem Sieg beim Valencia-Halbmarathon ein zweiter Platz beim Valencia-Marathon. 2013 wurde er Sechster beim RAK-Halbmarathon und siegte beim Gyeongju International Marathon. 2014 wurde er Sechster beim Boston-Marathon und Zweiter in Gyeongju, und 2015 kam er beim Paris-Marathon auf den achten Platz.

## Persönliche Bestzeiten
- Halbmarathon: 59:36 min, 21. Oktober 2012, Valencia
- Marathon: 2:07:48 h, 13. Oktober 2013, Gyeongju